# Johan Van den Driessche
Johan Van den Driessche (Sint-Agatha-Berchem, 16 juni 1953 – De Panne, 1 februari 2025) was een Belgisch zakenman en Vlaams-nationalistisch politicus uit het Brussels Hoofdstedelijk Gewest. 

## Levensloop
Van den Driessche studeerde af als licentiaat in de handelswetenschappen en de fiscale wetenschappen aan het VLEKHO en bouwde een internationale carrière uit als managing partner bij KPMG Tax & Legal, onder meer als voorzitter van het Europese Tax Centre van 2006 tot 2009 en van 1994 tot 2006 als lid van het Belgische directiecomité.
Hij doceerde deeltijds fiscaliteit en bedrijfsbeheer, van 1985 tot 2007 aan het VLEKHO, en van 1994 tot 2006 ook aan de Management School van de Universiteit Antwerpen.
Van den Driessche werd onafhankelijk bestuurder van onder meer het bedrijf Vyncke (van 2011 tot 2021 als voorzitter), de Gimv (2009-2014), de VAB en de HUBrussel, dat later opging in Odisee (2008-2023). Hij was van 1995 tot 2012 actief bij het Brussels comité van Voka waarvan hij van 2002 tot 2004 voorzitter was. Tevens was hij medestichter en is hij ondervoorzitter van de denkgroep In de Warande. Bovendien was hij van 2005 tot 2012 voorzitter van de Vlaamsgezinde toeristische vereniging VTB-VAB, in 2008 omgedoopt tot vtbKultuur. 
Bij de gemeenteraadsverkiezingen van oktober 2012 stelde hij zich kandidaat voor de Brusselse gemeenteraad voor de N-VA. Hij werd verkozen en mocht vanaf 1 januari 2013 als enige van zijn partij in de gemeenteraad zetelen. In mei 2014 was hij lijsttrekker van de N-VA-lijst voor het Brussels Hoofdstedelijk Gewest. De N-VA behaalde 17 procent in de Nederlandse taalgroep en Van den Driessche werd met 2.234 voorkeurstemmen verkozen. In de legislatuur 2014-2019 was hij lid van de driekoppige N-VA-fractie in het Brussels Hoofdstedelijk Parlement, waarvan hij de fractieleider was.
Bij de lokale verkiezingen van oktober 2018 stelde hij zich opnieuw kandidaat voor Brussel en hij werd verkozen. In november 2018 kondigde hij aan zich niet meer verkiesbaar te stellen bij de gewestelijke verkiezingen in 2019 en dat hij volledig met de politiek stopte. Ook nam hij zijn zetel in de Brusselse gemeenteraad niet op.
Na zijn periode in het Brussels Parlement was Van den Driessche opnieuw actief als onafhankelijk bestuurder, van 2020 tot 2023 bij Hydroscan, een bedrijf actief in integrale watermodellering, van 2020 tot 2024 bij De Werkvennootschap, het Vlaamse overheidsagentschap dat mobiliteitsprojecten beheert, en van 2021 tot 2024 bij vermogensbeheerder Waeltheon DBI.
Van den Driessche publiceerde in 2021 zijn debuutroman ‘OOIT’ (2021). Twee jaar later verscheen zijn tweede roman ‘Een geur van zonsverbijstering’ (2023).
Johan Van den Driessche overleed in zijn slaap op 1 februari 2025.